# Неравенство Крамера — Рао
Неравенство Краме́ра — Ра́о — неравенство, которое при некоторых условиях на статистическую модель даёт нижнюю границу для дисперсии оценки неизвестного параметра, выражая её через информацию Фишера.
Названо по именам шведского математика Харальда Крамера и индийского математика Кальямпуди Рао, но независимо от них устанавливалось также Фреше, Дармуа (фр. Georges Darmois), Айткеном (англ. Alexander Aitken) и Сильверстоуном (Harold Silverstone). Известно обобщение в квантовой теории оценивания — квантовое неравенство Крамера — Рао.

## Формулировка
Для статистической модели {\displaystyle (X,\,B,\,P_{\theta })}, {\displaystyle x=(x_{1},\dots ,\,x_{n})} — выборка размера {\displaystyle n}, — определена функция правдоподобия {\displaystyle L(\theta ,\,x)=L(\theta ,\;x_{1},\,x_{2},\dots \,x_{n})} и выполнены следующие условия (условия регулярности):
- {\displaystyle L_{}^{}>0} и везде дифференцируема по {\displaystyle \theta _{}^{}};
- функция {\displaystyle U(\theta ,\,x)={\frac {\partial \ln L(\theta ,\,x)}{\partial \theta }}} (функция вклада выборки) имеет конечную дисперсию (или, что то же, конечна информация Фишера);
- для любой статистики {\displaystyle {\widehat {\theta }}(x)} с конечным вторым моментом имеет место равенство:
{\displaystyle {\frac {\partial }{\partial \theta }}\int \limits _{X}{\widehat {\theta }}(x)\,L(\theta ,\,x)\,dx=\int \limits _{X}{\widehat {\theta }}(x)\,{\frac {\partial }{\partial \theta }}L(\theta ,\,x)\,dx}.

Если при этих условиях дана статистика {\displaystyle {\widehat {\theta }}(x)}, которая несмещённо оценивает дифференцируемую функцию {\displaystyle \tau (\theta )}, то справедливо следующее неравенство:
{\displaystyle \mathrm {D} _{\theta }{\big (}{\widehat {\theta }}(x){\big )}\geqslant {\frac {(\tau '(\theta ))^{2}}{nI(\theta )}}}, где {\displaystyle I(\theta )=M\left({\frac {d\ln L(\theta ,x)}{d\theta }}\right)^{2}};
а равенство достигается тогда и только тогда, когда:
{\displaystyle {\frac {d\ln L(\theta ,x)}{d\theta }}=a(\theta )({\widehat {\theta }}(x)-\tau (\theta ))}.
Здесь {\displaystyle I^{}(\theta )} — количество информации по Фишеру в одном наблюдении, а {\displaystyle L(\theta ,t)} — плотность распределения генеральной совокупности {\displaystyle X} в случае непрерывной статистической модели и вероятность события {\displaystyle (X=t)} в случае дискретной статистической модели.

## Частный случай
Часто используется следующий частный случай, также называемый неравенством Крамера — Рао: если выполнены условия регулярности, а {\displaystyle {\widehat {\theta }}(x)} — несмещённая оценка параметра {\displaystyle \theta }, то:
{\displaystyle \mathrm {D} _{\theta }\,{\widehat {\theta }}(x)\geqslant {\frac {1}{I_{n}(\theta )}}}.
Равенство в этом неравенстве достигается тогда и только тогда, когда {\displaystyle {\hat {\theta }}(x)-\theta =a(\theta )U(\theta ,x)}.

## Применение
Оценка параметра называется эффективной, если для неё неравенство Крамера — Рао обращается в равенство. Таким образом, неравенство может быть использовано для доказательства того, что дисперсия данной оценки наименьшая из возможных, то есть что данная оценка в некотором смысле лучше всех остальных.